# École Normale Supérieure
École normale supérieure (tudi ENS) je ena najprestižnejših francoskih visokošolskih institucij.
Osrednji kampus je na Ulmski ulici v pariškem 5. okrožju. Drugi kampusi so na Boulevard Jourdan (Pariz) in v predmestju Montrougu, v Foljuifu pa je biološka višja šola.
Skupaj tvorijo neformalno skupino ENS. Za razlikovanje od drugih se pogosto imenuje ENS-Paris ali ENS-Ulm.

## Znani diplomanti
- Henri Eugène Padé, francoski matematik
- Claude Cohen-Tannoudji, francoski fizik
- Alfred Des Cloizeaux, francoski mineralog
- Émile Borel, francoski matematik in politik
- Georges Pompidou, francoski politik in državnik